# 加賀市立三木小学校
加賀市立三木小学校（かがしりつ　みきしょうがっこう）は、石川県加賀市三木町にあった公立小学校。

## 概要
- 閉校前の2021年度の卒業生は1名、4年生は4名であった。

## 沿革
- 1911年（明治44年）4月1日 - 三木、熊坂両尋常小学校を合併して、6学級編制の三木尋常小学校を設置
- 1913年（大正2年）4月1日 - 高等科を併設
- 1941年（昭和16年）4月1日 - 国民学校令により三木国民学校に改称
- 1947年（昭和22年）4月1日 - 学制改革により三木村立三木小学校に改称
- 1948年（昭和23年）6月28日 - 福井地震により校舎倒壊
- 1949年（昭和24年）4月16日 - 新校舎（木造）落成
- 1958年（昭和33年）1月1日 - 加賀市発足により、加賀市立三木小学校と改称
- 1984年（昭和59年）3月3日 - 校歌制定披露記念式挙行
- 2011年（平成23年）10月21日 - 創立100周年記念。
- 2019年（令和元年）11月23日 - 三木小ジャズさよならコンサートを開催
- 2021年（令和3年）11月30日 - 創立110周年記念。
- 2022年（令和4年）3月24日  - 児童数の減少により廃校。 加賀市立錦城小学校に統合。